# Smoliny
Smoliny [pronunciación en polaco: /smɔˈlinɨ/] (en alemán: Staffelder Theerofen) es un pueblo ubicado en el distrito administrativo de Gmina Lubiszyn, dentro del Distrito de Gorzów, Voivodato de Lubusz, en Polonia occidental. Se encuentra aproximadamente a 7 kilómetros al norte de Lubiszyn y a 26 kilómetros al noroeste de Gorzów Wielkopolski.
Antes de 1945, el área fue parte de Alemania.